# Ndau Island
Ndau Island är en ö i Kenya.   Den ligger i länet Lamu, i den sydöstra delen av landet, 500 km öster om huvudstaden Nairobi. Arean är 4,4 kvadratkilometer.
Terrängen på Ndau Island är mycket platt. Öns högsta punkt är 13 meter över havet. Den sträcker sig 3,1 kilometer i nord-sydlig riktning, och 2,2 kilometer i öst-västlig riktning.